# Spike (Marvel Comics)
Pour les articles homonymes, voir Spike.
Spike et Le Spike (The Spike) sont les noms de plusieurs personnages fictifs dans l'univers Marvel Comics. Les Personnages de ce nom ont le pouvoir de générer des projectiles en forme de pique, probablement inspirés de Spike du dessin animé X-Men: Evolution.
Le Spike est un personnage de la série X-Statix de Marvel Comics. Il a d'abord paru dans X-Force#121, et a été créé par Peter Milligan et Mike Allred. Il est un mutant doté de pouvoirs surhumains. Il ne faut pas le confondre avec Spike Freeman, un autre personnage dans X-Statix/X-Force. 
Spike est aussi le nom d'un personnage similaire de New X-Men, et est également apparu dans le film X-Men : L'Affrontement final, mais comme un scélérat sans lien apparent avec le personnage plus communément appelé, mis à part le nom et les pouvoirs.

## The Spike (X-Statix)
Après avoir regardé des séquences vidéo de du Spike en l'action, les membres supérieurs de X-Statix, à l'exception de l'Anarchiste, votent pour qu'il se joigne à l'équipe. Lors de la conférence de presse pour annoncer son adhésion, The Spike profère des injures raciales à l'intention de l'Anarchiste, ce qui déclenche une bagarre. Désireux d'acquérir une plus grande attention des médias, Vivisector et Phat Jump s'engagent dans un combat contre le Spike à "la défense" de leur coéquipier. Plus tard, l'anarchiste exprime la crainte que sa vie soit en danger avec l'ajout d'un autre jeune homme noir dans l'équipe.
Au cours du Larry King Show animé par U-Go Girl, cette dernière révèle que Le Spike est son principal invité. Cet évènement provoque un nouvel éclat entre l'Anarchiste, Vivisector, Phat Jump et le Spike. Au milieu de la bataille, Lacuna, qui peut figer le temps, ôte les vêtements de tout le monde et ce en quelques secondes. Après l'annonce de sa candidature pour intégrer les X-Statix, elle s'en va.

### Secrets
Pendant un temps d'inactivité avec l'équipe, le Spike, accompagné de quelques autres membres de X-Statix, ont été transportés dans une dimension située à l'intérieur de Doop, où ils se retrouvent confrontés à leurs plus grandes peurs. Dans le "royaume de la torture" de Spike, la seule chose que Doop trouve est un livre intitulé "le Travestisme de Spikey" affichant une image de Spike portant une robe rouge et des bas. Après les avoir sauvés et les avoir renvoyés à leur QG de Santa Monica, Doop constate qu'une seule seconde s'est écoulée et que personne ne semble avoir aucun souvenir de n'être jamais parti.
Sur le retour d'une mission  de Spike avec le reste de X-Statix, ces derniers terminent dans l'océan, à cause d'un dysfonctionnement des pouvoirs d'U-Go Girl. Elle tente de les téléporter de l'océan, mais réussit simplement à les transporter dans une forêt. Dans la forêt, l'équipe lance un SOS à un avion, puis finissent le trajet en auto-stoppant un véhicule de la FedEx jusqu'à la Californie.
Le Spike faisait partie des membres X-Statix présents lors d'un défilé en leur honneur, après avoir brillamment intercepté une secte de terroristes japonais. Le groupe terroriste mutant de la Confrérie des mauvais mutants attaque les X-statix, les qualifiant de "mutants vendus" en raison de leur popularité et l'intérêt des médias à leur égard. Pendant le combat, le Spike aide Mister Sensitive en tuant l'une des membres de la Confrérie, en l'empalant alors qu'un coup de poing de Mister Sensitive la fait chuter en arrière. Après avoir vaincu la Fraternité, Mister Sensitive demande ce qu'il vient de se passer et U-Go Girl répond : La fin d'une révolution?

### Chassés-croisés dans l'Espace
Le Spike et le reste de l'équipe rentre à Santa Monica où les médias les assaillent de questions. Après le retour de U-Go Girl, Mister Sensitive et L'Anarchiste, d'une tentative de prise de contact sans succès avec Dead Girl, le chef d'équipe Spike Freeman leur apprend que leur prochaine mission sera d'aider la C.I.A à redorer leur blason. Les X-Statics seraient à la tête d'une prétendue expédition dans l'espace où ils devraient arrêter les "Bush Rangers" dans leur tentative de prise de contrôle de la Station spatiale Mars 2010. Alors qu'ils seraient en train de perdre, ils seraient sauvés par la C.I.A, augmentant ainsi sa popularité. En réalité, les "Bush Rangers" étaient des condamnés à mort, noirs pour la plupart, et génétiquement modifiés afin d'obtenir des pouvoirs mutants.
La raison pour laquelle la C.I.A souhaite voir l'accomplissement de cette mission bien spécifique, c'est parce que Mister Sensitive protège Paco Perez, un mutant dont les pouvoirs rendraient encore plus riches les multinationales pharmaceutiques. En contrepartie, ces sociétés devront une faveur à la C.I.A afin d'équilibrer l'accord.
Le Spike exprime tout particulièrement sa colère face à la situation. Alors que U-Go Girl et Mister Sensitive se disputent avec l'agent Wright, membre de la C.I.A, le Spike semble contrarié de voir Vivisector et Phat se taper dans la main. L'équipe met la mission aux voix, à savoir si oui ou non ils doivent l'accepter. Le Spike et Mister Sensitive s'opposant à la mission, l'équipe se retrouve dans une impasse. Dead Girl arrive finalement pour les départager et s'aligne sur l'avis de Spike et Mister Sensitive. Ils  partent donc dans l'espace.
Alors qu'ils sont en direction de la Station, le Spike constate que Vivisector et Phat se tiennent par la main. Il interrompt Myles afin d'en savoir davantage sur la situation. Son homophobie est alors à l'origine d'une dispute entre tous les membres de l'équipe. À bord, il semblerait que l'équipage soit ravi de rencontrer l'équipe, et semble vouloir lui demander des autographes. En vérité, ce sont les Bush Rangers, qui ont tué et pris la place de tous les membres de l'équipage, et qui s'apprêtent à faire tomber les X-Statics dans une embuscade.
Pendant le combat, le Spike semble apparemment être convaincu de rejoindre les Bush Rangers.  Les autres membres des X-statics décident alors de battre en retraite et attendent le moment opportun pour se rendre, comme convenu.  Alors que l'équipe se relaxe et attend gentiment l'arrivée de l'équipe d'intervention de la C.I.A menée par l'agent Wright, le Spike se dispute avec les Bush Rangers, qui semblaient pourtant lui avoir fait rallier leur cause. L'un d'entre eux lui murmure alors à l'oreille la raison pour laquelle il se trouve dans le couloir de la mort. Cette information perturbe réellement le Spike. Quand Mister Sensitive, parti à la recherche du Spike, arrive, Tout ce qu'il trouve, c'est le restant des Bush Rangers, déguisés comme le Spike. Alors que la bataille éclate, le véritable Spike arrive, et rallie les membres de son équipe, précisant que son dégout n'était en fait qu'une ruse.
lorsque l'équipe d'intervention de la C.I.A accoste finalement la station spatiale, elle tente de tuer les principaux membres des X-Force. L'agent Wright se sert du plan initial comme moyen de vengeance. Sa fille aurait pu être sauvée grâce aux pouvoir de Paco Perez, l'enfant mutant que Mister Sensitive a caché.
Afin d'échapper aux tirs croisés, les membres de l'équipe se téléportent dans un des véhicules spatiaux de la station. Ils perdent finalement le contrôle de cette dernière et se retrouvent projetés dans le fin fond de l'espace. Pensant que leurs compagnons d'armes sont tous morts, le restant des X-Statics (Vivisector, Phat, le Spike et Dead Girl) poursuivent le combat et achèvent tous les membres de l'équipe d'intervention de la C.I.A. L'agent Wright quant à lui est tué par l'un des "faux Spike" alors qu'il met la main à la poche de sa veste. il voulait simplement en sortir une photo de sa fille afin de la montrer à l'équipe.
Le véritable Spike, déguisé en Bush Ranger, meurtri et abattu, apparaît clamant qu'il n'est pas un traître. Mister Sensitive et U-go Girl arrivent à rallier les autres membres en utilisant la batterie du véhicule spatial, puis leurs pouvoir pour sauver l'Anarchiste.
Le véritable Spike rejoint le reste de l'équipe. Mais le double de Spike les attaque, envoyant quantité de projectiles dans le corps du véritable Spike. Les X-Force les attaquent mais le Bush Ranger réplique en tirant des pieux à travers toute la pièce. grâce aux efforts de l'équipe, il est finalement tué. Le véritable Spike est retrouvé mort, étendu sur le sol. U-go Girl quant à elle, a pris un projectile dans le ventre, et mourra à la suite de ses blessures.
La mort de Spike ne sera pas relatée dans les infos. Selon le journaliste, il n'était pas assez important pour que les États-Unis se soucient de son sort.

## Pouvoirs et capacités
Son corps peut générer des pieux tranchants comme des lames de rasoir qu'il peut tirer en rafale avec une précision mortelle.

### Autres personnages de Comics appelésSpike
- Spike Freeman, également associé aux X-Statics.
- Un membre de The People est également connu sous le nom de Spike. Le jeune possédait 6 bras, mais a apparemment péri dans la destruction de son hôtel particulier.
- Spike est aussi le nom de l'un des Déviants, qui avec Coal et String, ont été envoyés par Ghaur à la recherche de la corne magique Protéus, qui permettait d'invoquer des monstres marins. il a été pris pour Solar par Namorita. il apparut pour la première fois dans ''Nouveaux Mutants'' Annuel #5.
- Un membre des Hellbents s'appelait également Spike. Il pouvait tirer des pieux provoquant des hallucinations. Il apparut pour la première fois dans ''Moon Knigh''t vol. 3#58.
- Un agent de Rainman porte aussi le nom de Spike. Il fut forcé à donner des informations sur Rainman par le Tigre Blanc et apparut pour la première fois dans crew#2.
- Il existe aussi un personnage similaire s'appelant Spike, étudiant à l'institut du Professeur Xavier, et qui apparut dans le New X-Men: Academy X #126. Il est aussi l'ami d'un personnage appelé Kid Omega, qui devint rapidement fou.
- Un étudiant de l'institut du Professeur Xavier apparait également dans X-Men vol. 2 #134.

## Dans les autres médias

### Film
Dans le film X-Men : L'Affrontement final, un personnage de Spike joué par Lance Gibson apparait dans un combat avec Wolverine où il était dépeint comme ayant la capacité d'extraire des pieux d'os de sa peau et les envoyer avec beaucoup de force et de rapidité. Le combat culmine avec un échange de lacérations.

## Source
- (en) Cet article est partiellement ou en totalité issu de l’article de Wikipédia en anglais intitulé « Spike (Marvel Comics) » (voir la liste des auteurs).